# 랜디 스피어스

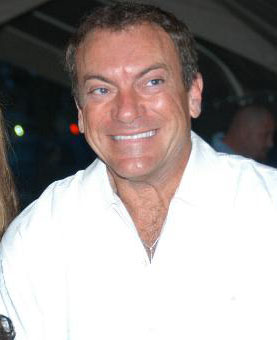

랜디 스피어스(Randy Spears, 1961년 6월 18일 ~ )는 미국의 포르노 배우, 영화배우, 스턴트 배우, 모델, 텔레비전 배우이다.

## 영화
- 투나잇 (2000년)
- 드림퀘스트 (2000년)
- 배드 블러드 (1989년)